# Liste der Monuments historiques in Waldhambach
Die Liste der Monuments historiques in Waldhambach führt die Monuments historiques in der französischen Gemeinde Waldhambach auf.

## Liste der Bauwerke
| Bezeichnung           | Beschreibung                                                                  | Standort                  | Kennzeichnung | Schutzstatus | Datum | Bild           |
| --------------------- | ----------------------------------------------------------------------------- | ------------------------- | ------------- | ------------ | ----- | -------------- |
| Gallorömische Thermen | Thermenanlage einer Villa, 2. Jahrhundert; auch auf dem Gebiet von Mackwiller | westlich des Ortes (Lage) | PA00085209    | Classé       | 1930  | weitere Bilder |